# Ермолаев, Никита Владиленович
Никита Владиленович Ермолаев (лит. Nikita Ermolaev; род. 11 июля 1991 года в Ленинграде, РСФСР, СССР) — литовский, ранее российский, фигурист, выступающий в парном катании с Годой Буткуте. Они трёхкратные чемпионы Литвы 2013—2015 годов.
По состоянию на январь 2017 года пара Буткуте и Ермолаев занимает 26-е место в рейтинге Международного союза конькобежцев (ИСУ).

## Карьера
Никита Ермолаев родился в северной столице ещё в СССР в июле 1991 года. С юных лет он начал заниматься фигурным катанием.

### За Россию
Первоначально он выступал в одиночном катании. После весны 2010 года Никита встал в пару с липецкой фигуристкой Дарьей Беклемищевой. Они начали выступать по юниорам, однако должных результатов не последовало. К тому же подходило время, когда возраст Никиты выходил за рамки юниорского, а Дарья могла ещё выступать по юниорам. Российская федерация предложила Дарье нового партнёра. Ермолаев начал поиски новой партнёрши. В это время у Великова в группе на стажировке была литовская фигуристка Года Буткуте, с ней он и попробовал работать в паре.

### За Литву
Выступать за Россию было дело бесперспективное, в Литве парное катание практически отсутствовало. Именно этим и было определенно стремление фигуристов начать выступления за прибалтийскую республику. Все их выступления на национальных чемпионатах приводили к победам. Конкуренции дома у них не было. По окончании у Никиты карантина в сентябре 2015 года спортсмены впервые выступили на международной арене в Италии на Трофее Ломбардии. То, что они заняли второе место мало кого удивило (состав турнира был не сильным). Однако сумели сразу завоевать себе право (получили техминимум) на участие в мировом чемпионате. Далее фигуристы выступали на разных турнирах в том числе и серии Челленджер, где только раз выпали за пределы тройки. Первая литовская пара дебютировала в Братиславе на континентальном чемпионате, где уверенно вошла в дюжину лучших пар Европы. Вскоре после чемпионата Европы спортсмены сменили тренера, с ними начал работать действующий фигурист Александр Смирнов, который пропускал остаток сезона из-за травмы партнёрши. В Бостоне на мировом чемпионате фигуристы улучшили свои прежние достижения в короткой программе, однако это не позволило им войти в число финалистов. Впервые литовские парники так дебютировали и успешно в международном парном катание.
Новый предолимпийский сезон пара начала как и прошлый год в Бергамо на Трофее Ломбардии, и однако фигуристы выступил не совсем удачно и были предпоследними. Через две недели пара выступала в Словакии на Мемориале Непелы, где они финишировали в пятёрке. В начале ноября литовская пара дебютировала на этапе Гран-при в Москве, где на Кубке Ростелекома выступили не совсем удачно, заняв последнее место. В конце ноября литовцы выступали на Таллинском трофее, где финишировали на третьем месте и улучшили свои достижения в короткой программе. В начале января 2017 года литовцы приняли участие в Торуни в Кубке Нестли Несквик и заняли итоговое третье место, хотя после короткой программы занимали второе место. В конце января на европейском чемпионате в Остраве литовские фигуристы выступили совсем неудачно, финишировали на последнем месте. В конце марта литовские парники выступали на мировом чемпионате в Хельсинки, где выступили не совсем удачно и не прошли в финальную часть.

## Спортивные достижения

### За Литву
(с Г. Буткуте)
| Соревнования/Сезон                | 2012—2013 | 2014—2015 | 2015—2016 | 2016—2017 |
| --------------------------------- | --------- | --------- | --------- | --------- |
| Чемпионаты мира                   |           |           | 17        | 22        |
| Чемпионаты Европы                 |           |           | 11        | 18        |
| Этапы Гран-при: Кубок Ростелекома |           |           |           | 8         |
| Мордовские узоры                  |           |           | 3         |           |
| Tallinn Trophy                    |           |           | 4         | 3         |
| Warsaw Cup                        |           |           | 3         |           |
| Lombardia Trophy                  |           |           | 2         | 5         |
| Мемориал Непелы                   |           |           |           | 5         |
| Кубок Нестли Несквик              |           |           | 2         | 3         |
| Кубок Ниццы                       |           |           |           | WD        |
| Чемпионаты Литвы                  | 1         | 1         | 1         |           |

WD = фигуристы снялись с соревнований.

### За Россию
(с Д. Беклемищевой)
| Сезон/Соревнования         | 2011—2012 |
| -------------------------- | --------- |
| Первенство России (юниоры) | 10        |